# Emil Wepfer
Emil Wepfer (* 26. Februar 1883 in Pordenone; † 14. Juni 1930 in Cannstatt) war ein deutscher Geologe und Paläontologe.

## Leben
Wepfer studierte an der Eberhard-Karls-Universität Geologie und Paläontologie. Am 26. Juni 1903 wurde er im Corps Rhenania Tübingen recipiert. Als Inaktiver wechselte er an die Philipps-Universität Marburg, die Kaiser-Wilhelms-Universität Straßburg und die Albertus-Universität Königsberg. 1908 wurde er in Königsberg zum Dr. phil. promoviert. Danach war er Assistent in Freiburg im Breisgau, wo er sich 1911 habilitierte. Im August 1912 gehörte er zu den 34 Gründungsmitgliedern der Paläontologischen Gesellschaft. Im Ersten Weltkrieg leistete er von 1914 bis 1918 seinen Wehrdienst, wobei er 1916 in Freiburg a.o. Professor wurde. 1923 ging er zur Geologischen Landesanstalt in Stuttgart, wo er Landesgeologe war, und hatte einen Lehrauftrag an der TH Stuttgart.  Nach dem Tod von Paul Kessler 1927 wurde er dessen Nachfolger als Dozent an der Universität Tübingen.
Er war der Vater von Lenelotte von Bothmer.

## Schriften (Auswahl)
- Der Buntsandstein des badischen Schwarzwaldes und seine Labyrinthodonten. Borntraeger, 1923.
- Zur Gliederung des Glazial im Wutachgebiet, Bericht des Oberrheinischen Geologischen Vereins, 1924
- Zwei Tiefbohrungen am östlichen Schwarzwaldrand. E. Klett, 1928